# 铁松青年站
铁松青年站（韓語：철송청년역）是朝鮮民主主義人民共和國咸镜北道茂山郡的一個鐵路車站，属于茂山线和茂山礦山線。

## 邻近车站
茂山线
新路站 - 铁松青年站 - 茂山铁山站
茂山礦山線
铁松青年站 - 茂山礦山站